# 비스타비슈테 프라하

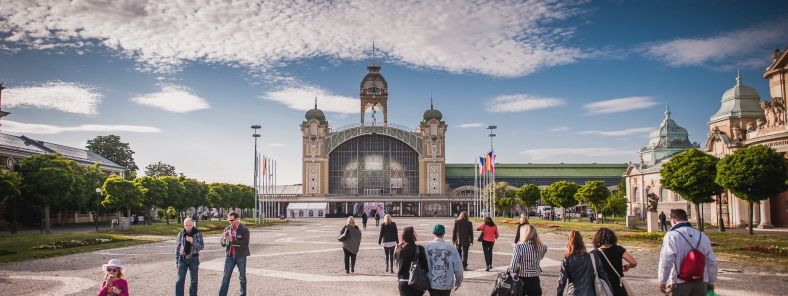
비스타비슈테 프라하

비스타비슈테 프라하(체코어: Výstaviště Praha)는 체코 프라하에 있는 행사장으로, 전시회, 콘서트 등 여러 문화 행사에 사용된다. 1891년 설립되었다.

## 산업궁
산업궁(체코어: Průmyslový palác)은 비스타비슈테 프라하에 있는 아르누보 건물로, 전시 목적으로 사용되지만 다양한 문화 행사에도 사용된다. 이 건물은 강철 구조의 유리 건물로, 좌우 날개와 높이 51m의 시계탑이 있는 중앙 홀의 3개 독립된 부분으로 나뉜다. 2008년에 이 궁전은 화재에 휩싸여 좌측 날개가 소실되었다. 현재 좌측 날개를 재건하고 있다.